# Minnagara
Minnagara (en griego antiguo: Μινναγάρ y Μιννάγαρα) fueron dos ciudades homónimas del reino indoescita, ubicadas una en el delta del río Indo (actual Pakistán), al norte de la ciudad costera de Barbaricum y otra en la ribera del río Narmada, aguas arriba de Barígaza (actual India).
Alternativamente, "Nagara" es la palabra sánscrita para "pueblo", con lo que Lassen propuso que la ciudad en sí misma puede haber sido llamada "Min". Este nombre es mencionado por Isidoro de Cárax como una ciudad escita en Sacastán.

Minagara y otros puertos y rutas mencionados en el Periplo del mar Eritreo.

## Minnagara en el Indo
Minnagara se menciona en el Periplo del mar Eritreo siglo I d. C.:

Más allá de esta región (Gedrosia), con el continente haciendo una amplia curva desde el este a través de las profundidades de las bahías, sigue el distrito costero de Escitia, que se encuentra hacia el norte; toda la marisma, de la cual fluye el río Sinthus, el más grande de todos los ríos que desembocan en el Mar Eritreo, trayendo consigo un enorme volumen de agua (. . . ) Este río tiene siete bocas, muy poco profundas y pantanosas, de modo que no son navegables, excepto la del medio; en la cual, junto a la orilla, se encuentra la ciudad comercial, Barbaricum. Delante hay una pequeña isla, y tierra adentro detrás está la metrópolis de Escitia, Minnagara; está sujeto a los príncipes partos que constantemente se expulsan unos a otros".

La descripción es coherente con la historiografía moderna, dado que en el periodo el indoparto Gondofares había arrebatado el valle del Indo a los indoescitas, para a su muerte comenzar un conjunto de guerras de sucesión. El área no sería unificada hasta la llegada del imperio kushán a la región.
Esta Minnagara puede corresponder al Manjábarí mencionado por los geógrafos árabes, si bien algunos autores difieren de esta identificación al ser citadas las ciudades en orillas opuestas. Hay referencias a una Minagár en la zona hasta el siglo XII en el sultanato de Multán.

## Minnagara en el Narmada
Una segunda Minnagara, que parece estar aguas arriba de Barígaza, se menciona también en el Periplo:

41. Más allá del golfo de Baraca se encuentra Barígaza y la costa del país de Ariaca, que es el comienzo del reino de Nambano y de toda la India. La parte que se allá tierra adentro y adyacente a Escitia es llamada Abiria, pero la costa es llamada Syrastrene. Es un país fértil, productor de trigo y arroz y aceite de sésamo y mantequilla clara, algodón y las ropas indias hechas de este, de los tipos más ásperos. Mucho ganado pasta aquí y los hombres son de gran estatura y negros en color. La metrópolis de este país Minnagara, de donde muchos tejidos son traídos a Barígaza.
Periplus of the Erythraean Sea, Chap. 41

Ptolomeo también mencionó Minnagara, que, según sus explicaciones, estaría a lo largo del río Narmada, aguas arriba de Barígaza, y bajo Ujjain :

La región más allá que se encuentra próxima a la parte occidental de la India, es llamada Indoescitia. Parte de esta región alrededor de la boca del río es Patalene, sobre la que se encuentra Abiria. La que se encuentra cerca de la boca del Indico y la bahía de Canthicolpo es llamada Syrastrena. (...) En la isla formada por ese río están las ciudades Pantala, Barbaria. (...) La región de Larica de Indoscitia se encuentra al este desde los pantanos cerca del mar, donde al oeste del río Namado se encuentra la ciudad interior y emporio de Barígaza. En el lado oriental del río (...) Ozena-Regia Tiastani (...) Minnagara".
Geographia, Libro VII, Capítulo I

## enlaces externos
- Minnagara, Historia persa
- Historia de Sindh Archivado el 11 de noviembre de 2016 en Wayback Machine.

- Datos: Q1937313